# Casper Sloth
Casper Bisgaard Sloth (ur. 26 marca 1992 w Aarhus) – piłkarz duński grający na pozycji ofensywnego pomocnika. Od 2017 roku jest zawodnikiem klubu Silkeborg IF.

## Kariera piłkarska
Swoją karierę piłkarską Sloth rozpoczął w klubie Braband IF. W 2004 roku podjął treningi w Aarhus GF. W 2009 roku awansował do kadry pierwszego zespołu. 7 grudnia 2009 zadebiutował w Superligaen w zremisowanym 1:1 domowym meczu z Esjbergiem. 1 maja 2010 w wygranym 4:1 wyjazdowym meczu z Silkeborgiem strzelił swoje pierwsze dwa gole w lidze. W sezonie 2009/2010 spadł z Aarhus do 1. division. W sezonie 2010/2011 powrócił z Aarhus do Superligaen.
W 2014 roku Sloth przeszedł do Leeds United, a w 2016 do Aalborg BK. W 2017 został zawodnikiem Silkeborga.
| Sezon   | Klub         | Kraj   | Rozgrywki    | Mecze | Bramki |
| ------- | ------------ | ------ | ------------ | ----- | ------ |
| 2009/10 | Aarhus GF    | Dania  | Superligaen  | 14    | 2      |
| 2010/11 | Aarhus GF    | Dania  | 1. division  | 19    | 0      |
| 2011/12 | Aarhus GF    | Dania  | Superligaen  | 26    | 1      |
| 2012/13 | Aarhus GF    | Dania  | Superligaen  | 29    | 1      |
| 2013/14 | Aarhus GF    | Dania  | Superligaen  | 32    | 5      |
| 2014/15 | Aarhus GF    | Dania  | 1. division  | 4     | 0      |
| 2014/15 | Leeds United | Anglia | Championship | 13    | 0      |
| 2015/16 | Leeds United | Anglia | Championship | 0     | 0      |
| 2016/17 | Aalborg BK   | Dania  | Superligaen  | 20    | 0      |
| 2017/18 | Silkeborg IF | Dania  | Superligaen  |       |        |

## Kariera reprezentacyjna
Sloth występował w młodzieżowych reprezentacjach Danii na różnych szczeblach wiekowych. W dorosłej reprezentacji zadebiutował 14 listopada 2012 w zremisowanym 1:1 towarzyskim meczu z Turcją, rozegranym w Stambule.